# Eupithecia cassandrata
Eupithecia cassandrata là một loài bướm đêm trong họ Geometridae.